# Eagleplayer

Screenshot des Eagleplayers unter AmigaOS3.0

Der Eagleplayer ist eines der wichtigsten Abspielprogramme für den Commodore-Amiga-Computer. Das Programm unterstützt über 150 Abspielformate, besitzt eine Arexx-Schnittstelle und einen Port, um zusätzliche Plug-ins (Engines) zu laden. Von den Autoren Jan Blumenthal und Henryk Richter wurde er als Shareware-Programm veröffentlicht.
Eine Besonderheit des Eagleplayers liegt darin, dass das Programm bereits Anfang der 90er Jahre komplett
modular aufgebaut wurde. Nur die absolut essenziellen Programmteile sind im Hauptprogramm untergebracht. Die Abspielformate, Visualisierungen und Hilfsprogramme sind vollständig als Plug-in realisiert. Dies gilt insbesondere auch für die Benutzeroberflächen, welche dynamisch zur Laufzeit ausgetauscht werden können.
Ende 2004 wurde der Quellcode des Eagleplayers unter der GPL freigegeben.